# Csány László-díj

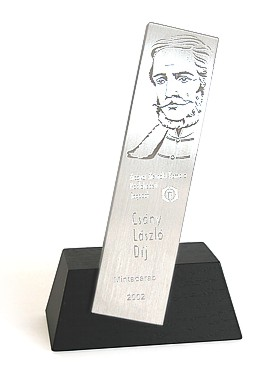
ifj. Szlávics László: Csány László-díj kisplasztika

A Csány László-díj a Magyar Mérnöki Kamara Közlekedési tagozata által az 1849. évi független magyar kormány közlekedési minisztere és a szabadságharc önkéntes mártírja, Csány László tiszteletére és emlékére alapított díj.

## A díj odaítélése
E kitüntetést a Magyar Mérnöki Kamara Közlekedési Tagozata azoknak a mérnököknek adja, akik
- Csány László igényes erkölcsi, etikai normáinak megfelelő szellemben él és dolgozik, valamint
- kiemelkedő alkotó tevékenységet fejtettek ki a közlekedésépítés szakterületén tervezőként vagy építőként,
- akik alkotói tevékenységükön túl a közlekedésépítő mérnökök képzésével, társadalmi, illetve tudományos tevékenységükkel a mérnökök alkotó működését jelentősen elősegítették.

A kitüntetésre javaslatot tehet a Közlekedési Tagozat bármely szakosztálya, területi szakcsoportja vagy a Tagozat legalább öt tagja együttesen. A javaslatokat megfelelő indoklással, kell a Kuratórium elnökének eljuttatni. 
A díj odaítéléséről a 7 tagú Kuratórium titkos szavazással dönt.
Nem kaphatnak Csány László-díjat: a Kuratórium tagjai, a Széchenyi-díjasok és a Zielinski Szilárd-díjasok.

## Díj leírása
A kitüntetés művészi kisplasztikáján Csány László arcmása és „Csány László díj”, a kitüntetett neve és az adományozás éve, valamint a Magyar Mérnöki Kamara Közlekedési Tagozata felirat, illetve az MMK logója látható.
A kisplasztika szálracsiszolt rozsdamentes acélhasáb, melynek felületébe vésett grafika látható. A talapzat feketére pácolt tölgyfa. A mű alkotója: ifj. Szlávics László

## Díjazottak
- 2002
  - Erdélyi Zsófia
  - Dr. Karsay László
- 2003
  - Sieben László
- 2004
  - Pócs István
  - Sullay János
- 2005
  - Lachner László
  - Vörös József
- 2006
  - Dr. Csorja Zsuzsa
  - Halmos Benedek
- 2007
  - Nagy Andor
  - Somfai András
- 2008
  - Cholnokyné Ferenczi Éva
  - Dedinszky András
- 2009
  - Gyebnár Péterné
  - Molnár Péter
- 2010
  - Kiss Károly
  - Kuna Ferenc
- 2011
  - Árki Sándor
  - Kovács Vilmos
  - Rege Béla

- 2012
  - Dr. Parádi Ferenc
  - Dr. Láng Elemér
  - Molnár László Árpád
- 2013
  - Győri Imre
  - Dr. Koren Csaba
  - Szalai László
- 2014
  - Pintér László
  - Dr. Rigó Mihály
  - Szálka Miklós
- 2015
  - Csoma András
  - Endrédi János

- 2016
  - Reinisch Egon
  - Csárádi János

- 2017
  - Béni Katalin Jusztina
  - Wettstein Anikó
  - Dr. Horváth Ferenc
- 2018
  - Hamarné Szabó Mária
  - Vizi E. Zoltánné
  - Polányi Péter
- 2019
  - Bíró József
  - Dr. Maklári Jenő
  - Tóthné Temesi Kinga
- 2020
  - Kovács Éva
  - Dr. habil. Monigl János
- 2021
  - Babos Gyula (posthumus)
  - Hadházi Dániel
  - Dr. Zsákai Tibor